# Sphaeronycteris toxophyllum
Sphaeronycteris toxophyllum е вид бозайник от семейство Американски листоноси прилепи (Phyllostomidae).

## Разпространение
Видът е разпространен в цяла Венецуела, в източната част на Колумбия и в източния басейн на Амазонка и съседните райони, включително Източен Еквадор, Перу, Западна Бразилия и Северна Боливия. Среща се в тропическите и планински гори на надморска височина до 3000 метра по източните склонове на Андите.